# Yvon Le Bot
 (février 2022).
Si vous disposez d'ouvrages ou d'articles de référence ou si vous connaissez des sites web de qualité traitant du thème abordé ici, merci de compléter l'article en donnant les références utiles à sa vérifiabilité et en les liant à la section « Notes et références ».
Yvon Le Bot est un sociologue français, spécialiste de l'Amérique Latine. Il est directeur de recherche au CNRS. Il fait aussi partie du CADIS (Centre d'Analyse et d'Intervention Sociologiques), laboratoire de l'EHESS (École des hautes études en sciences sociales) qui a été fondé par Alain Touraine. Par ailleurs, il a enseigné à l'Institut des hautes études d'Amérique latine (IHEAL), de l'Université Paris III - Sorbonne Nouvelle.

## Parcours professionnel et axes de recherches
Dans le cadre de ses recherches sur l'Amérique latine, Yvon Le Bot s'intéresse tout particulièrement aux mouvements sociaux et indigènes, sur lesquels il travaille depuis les années 70. S'intéressant tour à tour à l'Amérique Andine, à la Colombie, à l'Amérique Centrale et au Chiapas, il a consacré ouvrages et articles aux mouvements ethniques de chacune de ces régions ou pays. Ainsi dans sa thèse d'Etat, dirigée par Alain Touraine, et soutenu à l'EHESS en 1992, Yvon Le Bot étudie les relations entre luttes sociales, question ethnique et conflits armés en Amérique centrale. Intitulée Communauté, violence et modernité. Luttes sociales, question ethnique et conflits armés en Amérique centrale et en Amérique andine (1970-1992), cette recherche s'est nourrie particulièrement de son expérience personnelle à travers ses nombreux voyages, séjours et enquêtes en Amérique latine durant cette période. Elle a été publiée aux Editions Karthala en deux volumes, l'un traitant spécifiquement la question du Guatemala (voir Le Bot 1992), le deuxième proposant sur ces questions un panorama plus vaste, de l'Amérique centrale à l'Amérique andine (voir Le Bot 2000).
Dès son irruption en 1994, Yvon Le Bot s'est fortement intéressé à la rébellion néozapatiste (EZLN). Il a séjourné au Chiapas et a assisté aux Rencontres Intergalactiques, forum international organisé par l'EZLN en 1996. De son étude du sujet est sorti un ouvrage publié en 1997 aux Editions du Seuil et intitulé Le Rêve zapatiste. Si Yvon Le Bot a écrit seul cet ouvrage, celui-ci apparait cependant cosigné avec le sous-commandant Marcos, porte-parole de l'EZLN, car il résulte pour beaucoup de trois longues conversations qu'Yvon Le Bot, assisté du journaliste français Maurice Najman, a eu avec le sous-commandant Marcos, le major Moisés et le commandant Tacho (EZLN). En effet, ces entretiens, rassemblés et reproduits en fin d'ouvrage, occupent 175 des 286 pages que compte ce livre.
Yvon Le Bot, toujours actif sur ces questions, a publié en avril 2009 un nouvel ouvrage, aux Editions Robert Laffont, sorte de synthèse de sa connaissance approfondie des questions ethniques en Amérique latine et de sa connaissance du terrain. Intitulé La grande révolte indienne, celui-ci étudie l'émancipation des mouvements indigènes et l'émergence de ceux-ci comme sujets politiques. Replaçant les luttes autochtones dans un contexte plus large, il retrace l'émergence de ces luttes en Amérique latine depuis les années 60 ainsi que leurs enjeux. Il évoque tour à tour les indiens Shuar d'Équateur, la situation du Cauca colombien, le MAS (Movimiento al Socialismo) et Evo Morales en Bolivie, l'EZLN au Chiapas, Rigoberta Menchu et le conflit guatémaltèque..., la plupart ayant déjà été abordés individuellement dans ses ouvrages ou articles précédents.
Yvon Le Bot a par ailleurs publié de nombreux articles tant pour des revues spécialisées comme Problèmes d'Amérique latine, Cahiers des Amériques Latines, Caravelles... que pour des journaux, français (Le Monde, Le Monde diplomatique...) ou étrangers (La Jornada, au Mexique...). Il reste aujourd'hui l'un des meilleurs spécialistes français des questions ethniques latino-américaines.

## Publications
- L'Enjeu Péri-Urbain: Activités, Modes De Vie, avec Jean Paul Laborie et Catherine Bidou, La documentation française, 1981,  (ISBN 9782110007216)
- La guerre en terre maya : Communauté, violence et modernité au Guatemala, Paris, Karthala, 1992,  (ISBN 978-2865373697)
- Le rêve Zapatiste, avec le sous-commandant Marcos, Paris, Le Seuil, 1997,  (ISBN 978-2020310116)
- "Acteurs ethniques, acteurs sociaux et acteurs politiques en Amérique latine", in B. Marques-Pereira & I. Bizberg (dir.), La citoyenneté sociale en Amérique latine, Paris, L'Harmattan/CELA-IS, 1996.
- Violence de la modernité en Amérique Latine : Indianité, société et pouvoir, Paris, Karthala, 2000,  (ISBN 978-2865374908)
- Les indiens du Chapas et la forêt Lacandon, avec Rodolfo Lobato, Paris, L'Harmattan, 2000,  (ISBN 978-2738461544)
- La Fragile armada. La marche des zapatistes, sélection et présentation de communiqués zapatistes relatifs à la marche sur Mexico de 2001, avec Jacques Blanc, Joani Hocquenghem et René Solis, Paris, Métailié, 2001.
- Indiens : Chiapas, Mexico, Californie, avec Martine Dauzier, Indigène, 2002,  (ISBN 978-2911939396)
- "Le renversement historique de la question indienne en Amérique Latine", Amérique Latine Histoire et Mémoire, n°10, Identités : positionnements des groupes indiens en Amérique latine, 2004.
- Mexique, avec Miguel Gleason, Jean-Noël Labat et Pascal Mongne, Paris, Gallimard Loisirs, 2008,  (ISBN 978-2742423118)
- La Grande révolte indienne, Paris, Robert Laffont, 2009,  (ISBN 978-2-221-10759-1)